# Fitzgerald-Gletscher
Der Fitzgerald-Gletscher ist ein Talgletscher an der Borchgrevink-Küste des ostantarktischen Viktorialands. Er fließt von den Eiskaskaden an den Süd- und Westhängen des Mount Murchison in östlicher Richtung zur Lady Newnes Bay. In seinem Mündungsgebiet trifft er auf die Eismassen des Icebreaker-Gletschers.
Erforscht wurde der Gletscher von Teilnehmern der New Zealand Geological Survey Antarctic Expedition (1958–1959). Das New Zealand Antarctic Place-Names Committee benannte ihn nach E. B. Fitzgerald, stellvertretender Leiter dieser Forschungsreise.